# Anton Olsen
Ole Anton Olsen (Copenaghen, 14 settembre 1889 – Gentofte, 17 marzo 1972) è stato un calciatore danese.

## Carriera

### Nazionale
Prese parte, con la sua Nazionale, ai Giochi olimpici del 1912 dove vinse la medaglia d'argento.

## Palmarès

### Nazionale
- Argento olimpico: 1

Stoccolma 1912